# Linux 0.12
Linux 0.12 o Boot/Root de HJ Lu, fue una de las primeras distribuciones del sistema operativo GNU/Linux en el mundo, su creador fue HJ Lu en el año 1992.
La instalación debía realizarse con dos disquetes. Uno para el arranque (boot), y otro para el entorno raíz (root). No poseía interfaz gráfica de usuario, ni instalador.
El concepto era similar al de las actuales distribuciones LiveCD, que funcionan con un CD o una llave USB, teniendo que editar el registro de arranque maestro con un editor hexadecimal.

## HJ Lu

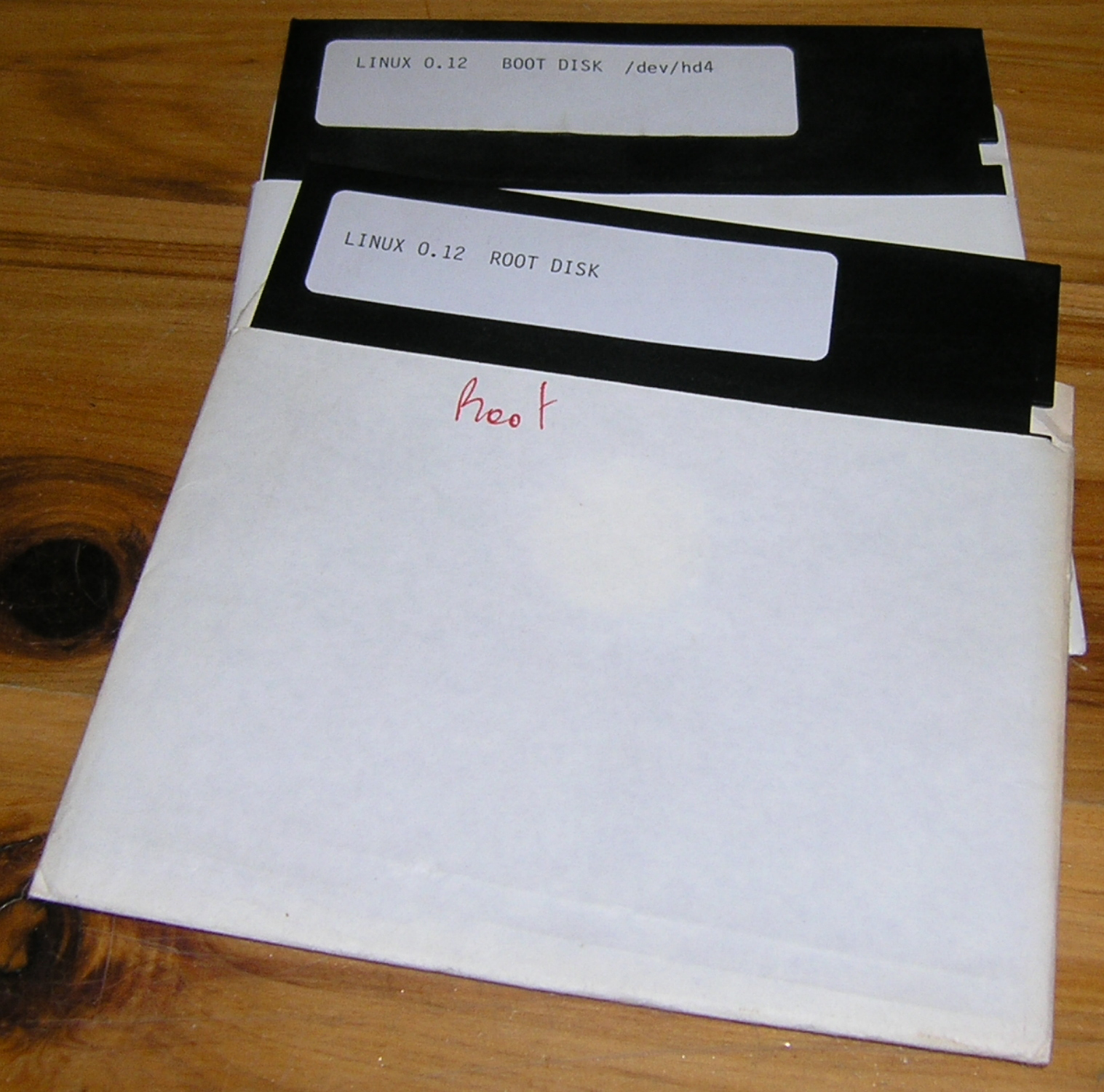
Linux 0.12, Boot/Root de HJ Lu.

H.J. Lu es un programador informático al que se atribuye la creación del primer acercamiento al concepto de una distribución Linux en 1992, titulada Boot/Root. Joe Klemmer de lwn.net. describió la distribución de la siguiente manera:
A finales de 1991, cuando Linux llegó por primera vez a la Red, no existían distribuciones propiamente dichas. Lo más parecido eran los disquetes Boot/Root de HJ Lu. Eran disquetes de 5,25" que podían utilizarse para poner en marcha un sistema Linux. Arrancabas desde el disco de arranque y, cuando se te pedía, insertabas el disco raíz. Al cabo de un rato, aparecía un símbolo del sistema. En aquellos días, si querías arrancar desde tu disco duro tenías que usar un editor hexadecimal en el registro de arranque maestro de tu disco. Algo que definitivamente no era para los débiles de corazón. Recuerdo cuando Erik Ratcliffe escribió las primeras instrucciones (esto fue mucho antes de los archivos HOWTO) sobre cómo hacer precisamente eso. No fue hasta más tarde que apareció algo que se podría llamar una distribución real.